# سه پاشا
سه پاشا (ترکی استانبولی: Üç Paşalar) همچنین با نام سه برادر هم شناخته می‌شود، به سه شخص در امپراتوری عثمانی به نام‌های طلعت پاشا وزیر کشور عثمانی، اسماعیل انور، وزیر جنگ و جمال پاشا، وزیر نیروی دریایی گفته می‌شود. این اشخاص جزء ائتلاف ترکان جوان بودند و پس از کودتای نظامی قدرت را در امپراتوری عثمانی از ۱۹۱۳ میلادی تا پایان جنگ جهانی اول در دست داشتند.